# Eestimaa Ühendatud Vasakpartei
De Eestimaa Ühendatud Vasakpartei (Nederlands: Estse Verenigd Links Partij) is een democratisch socialistische politieke partij in Estland. De partij heeft links-socialistische opvattingen, en probeert de Russische minderheid in Estland te verdedigen.
De partij werd in 2008 gevormd door een fusie van de Eesti Vasakpartei (Linkse Partij) en de Konstitutsioonierakond (Constitutiepartij). De partij behaalde tot op heden geen zetels in de Riigikogu of het Europees Parlement.